# 豪尔赫·帕亚
豪尔赫·帕亚（西班牙語：Jorge Payá，1963年7月10日—），西班牙男子水球运动员。他曾代表西班牙参加1988年和1996年夏季奥林匹克运动会水球比赛，其中1996年奥运会获得一枚金牌。